# Дубровський Павло Андрійович
Дубро́вський Павло́ Андрі́йович (рос. Дубро́вский Па́вел Андре́евич; 1783 — після 1837) — український архітектор російського походження. 
Головний архітектор Києва в 1829–1833 роках.

## Біографія
Народився 1783 року. Про місце народження та ранні роки життя архітектора відомостей не збереглося, можливо, родом із Москви. Лише відомо, що він навчався у Виховному будинку.
Вже з 1806 року працював помічником архітектора в Москві.
Впродовж 1808–1817 роках працював на Чернігівщині помічником губернського архітектора.
1817 року повернувся до Москви, де також працював помічником архітектора у військово-будівельній бригаді.
1822 року він знову приїздить на Україну для роботи помічником головного архітектора Чорноморського флоту, будує в Миколаєві, Херсоні, Севастополі.
1824 року на запрошення Павла Ґалаґана переїхав у Сокиринці, спроектував та збудував палацово-парковий ансамбль.
1829 року, після виходу на пенсію Андрія Меленського, стає головним міським архітектором Києва.
1833 року звільняється з посади, переїздить у Тулу на посаду губернського архітектора.
Доля після 1837 року наразі невідома.

## Роботи в Києві

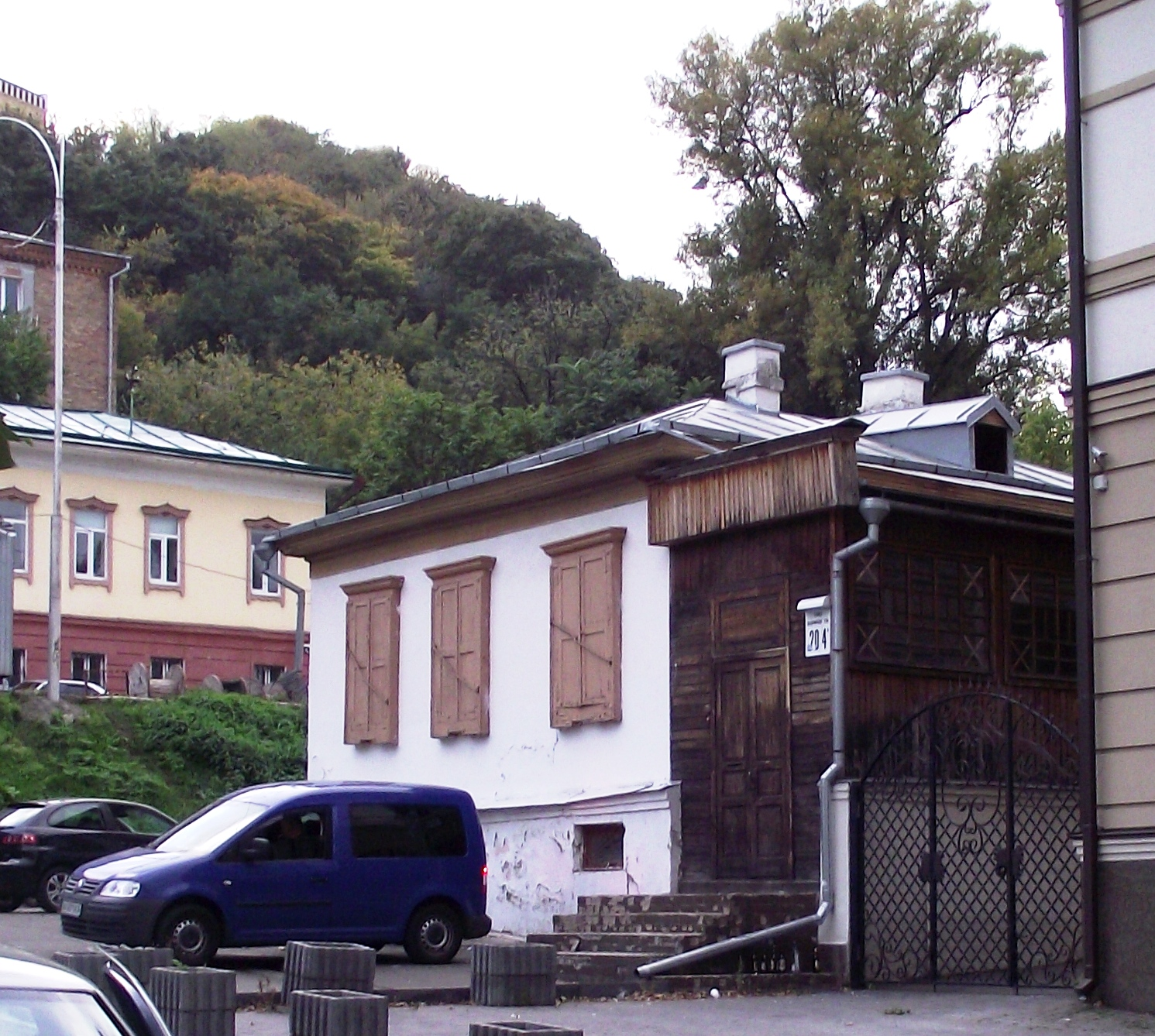
Будинок причту церкви Миколи Доброго (вул. Боричів Тік, 20/4). Фасад з боку Покровського провулку

- Виконав фіксаційний план Києва (1830, співавтори Л. Станзані, І. Богданов, І. Шмегельський).

Крім річних доручень щодо будування наплавного мосту через Дніпро, догляду і щорічних ремонтів громадських споруд, керував будівництвом  Десятинної церкви (за проектом Василя Стасова), займався питаннями розпланування нового району неподалік від річки Либідь для відселення мешканців Печерська, де почала будуватись нова фортеця.
- Надбудова крамниць Гостиного двору на Подолі.
- Спорудження лікарні на території Кирилівського монастиря.
- Вартівня біля Печерських воріт (не збереглася).
- Будинок для мір і ваг.
- Будинок аптекаря Г. Ейсмана на вул. Князів Острозьких, 50 (1831, не зберігся).
- Двоповерховий житловий будинок К. Доливо-Блотницького на розі вулиць Костянтинівської, 9 і Хорива, 6 (1832, пізніше дворянське повітове училище).
- Причт церкви Миколи Доброго на вул. Боричів Тік, 20/4 (1832).
- Будинок на вул. Спаській, 10 (1832 p.).

## Комплекс у Сокиринцях
- Палац (1824–1829),
- Службові флігелі (1825–1831),
- Стайня (1830-ті),
- Огорожа і в'їзна брама (1825–1831),
- Альтанка (1829),
- Оранжерея (1830-ті),
- Готичний місток у парку (1830-ті).

## Інші роботи
- Садиба Петра Галагана в Дігтярах (1825–1832),
- Окружна лікарня в Бєлеві,
- Муровані крамниці в Каширі,
- Полковий лазарет у Богородицьку тощо.